# Кастрация
Кастрацията или скопяване е пълно и необратимо, принудително прекратяване на функцията на половите жлези – тестиси при мъжките индивиди или яйчници при женските.

## Видове кастрация

### Оперативна
Извършва се чрез оперативно отстраняване на тестисите – орхиектомия или на яйчниците – овариоектомия. Прилага се при тежки и необратими увреждания, които сериозно застрашават живота и здравето на пациента, като например, злокачествените тумори.

### Химична
Извършва се чрез инжектиране на химикали, които избирателно потискат образуването на полови хормони или неутрализират тяхното действие. Прилага се при дълбоки и необратими хормонални нарушения, които сериозно застрашават живота и здравето на пациента. В някои страни, като САЩ, изнасилвачите могат да избегнат затвора, ако се съгласят да бъдат кастрирани по химичен път. Химическата кастрация не е необратим процес. Тя изисква периодични инжекции за поддържане на състоянието и следователно пълното съдействие на пациента. От 2011 г. се прилага задължителна химическа кастрация за педофили в Русия.

## Кастриране на животни
Кастрацията е един от основните видове стопанска ветеринарномедицинска дейност. Чрез нея се постигат следните ефекти:
- изключва се възможността за неконтролирано размножаване на животните;
- перманентно се потиска половият цикъл;
- кастрираните животни стават по-спокойни и по-слабо подвижни;
- кастрираните животни оползотворяват фуража по-пълноценно;
- в месото на кастрираните животни се отлагат повече мазнини и то става по-крехко и по-вкусно.

Кастрацията често се прилага и при домашните любимци, главно за прекратяване на размножаването.

## Исторически сведения

### Кастрацията в ислямския свят
Кастрацията е прилагана в Ориента през средните векове, обикновено в султанските хареми. Мъжките служители, наричани евнуси, са били кастрирани, за да е сигурно, че никой, освен султана няма да оплоди държанките в харема. За евнуси са били подбирани момчета в предпубертетна възраст. Техните семенни канали са били премачквани с клещи. Тестисите оставали, но без да произвеждат семенна течност. Понякога била прилагана и друга, по-жестока процедура, която се състояла в пълно изрязване на половия член, заедно с тестисите. Евнусите не били способни на каквото и да било сексуално удоволствие (с изключение на секса с друг мъж, в който те приемали страната на обладавания). Уринирали с помощта на сребърни тръбички, които държали в тюрбаните си.

### Кастрацията в Средновековна Европа
За кастрати се споменава и в Европа през 17 и 18 век. Тогава бедни селски семейства с много деца, умишлено осакатявали момчетата си, за да може гласните им струни да останат недоразвити и гласовете им да се запазят тънки. Кастратите работели до края на дните си в църковните хорове, където изпълнявали ангелски и божествени песнопения. Един такъв известен кастрат, който станал любимец на краля, бил известният Фаринели.

### Кастрацията в Третия Райх
От 1933 до 1945 г. Германия е управлявана от Националсоциалистическата германска работническа партия, под предводителството на Адолф Хитлер. Тогава Райхстагът приема „Закон за чистотата на расата“ (ЗЧР), според който на кастрация подлежат:
- „непълноценни“ представители на арийската раса (лица с физически и душевни недъзи);
- представители на „низшите“ раси – цигани, евреи и др.

В изпълнение на ЗЧР, в медицинските учреждения на Третия Райх са кастрирани по хирургичен път повече от 160 хиляди чистокръвни германци, с физически и психически недостатъци. Подходът към циганите и евреите е още по-жесток.